# Филтар-преса
Филтар-преса или филтер-преса је машина која се користи за цеђење суспензија са већим садржајем чврсте фазе.

## Подела и принцип рада
Према начину рада филтрирању и испирању, филтер-пресе могу бити коморне и рамске. Празни рамови постављају се између пуних чланака. Преко њих се пребацује платно на којем долази до раздвајања фаза кроз славине; испушта се филтрат. Потребна разлика притиска за филтрирање постиже се ручном крипном црпком којом се убацује суспензија из левкастог суда у рамове за филтрирање. На манометру се контролише радни притисак пресе.

## Капацитет филтар-пресе
Одређивање капацитета пресе се врши по формули {\displaystyle C=Sbn\rho }, где је:
- {\displaystyle C} — капацитет филтар-пресе,
- {\displaystyle S} — површина попречног пресека једног чланка филтар-пресе,
- {\displaystyle b} — дебљина рама филтар-пресе,
- {\displaystyle n} — број рамова филтар-пресе и
- {\displaystyle \rho } — густина суспензије која се цеди (грчко слово „ро”).

Мерна јединица за {\displaystyle C} је kg/циклус.
Један циклус пресе је период рада од састављања и пуштања у рад до растављања пуне пресе.